# Henri Tincq
Henri Tincq (2 de noviembre de 1945-29 de marzo de 2020) fue un periodista y vaticanista francés.
Fue especialista religioso para el periódico Le Monde de 1985 a 2008 después de haber trabajado para el periódico La Croix. También trabajó para la revista Slate. 

## Biografía
Obtuvo una licenciatura en filosofía de Sciences Po en París y una licenciatura en periodismo en la École supérieure de journalisme de Lille. Su trabajo más notable es Larousse des religions, y presidió la Association des journalistes de l'information religieuse (AJIR) de 1994 a 1999.

## Muerte
Murió de COVID-19 causada por el virus del SARS-CoV-2 durante la pandemia de enfermedad por coronavirus, el 29 de marzo de 2020 en Villeneuve-Saint-Georges a la edad de 74 años.

## Distinciones
- Premio Templeton en Periodismo (2001)[5]
- Caballero de la Legión de Honor[6]

## Posiciones
Tenía interés en la historia de los papas. Después de la elección del papa Benedicto XVI en 2005, estableció una lista de "objetivos progresivos" para la Iglesia católica para el papado de Benedicto. Se opuso al movimiento fundamentalista y fue muy crítico con las posiciones de Benedicto en favor del movimiento. Tincq expresó su decepción por la forma en que Benedicto se inclinó hacia el tradicionalismo en materia de moralidad.
Estaba encantado de que Benedicto organice una segunda reunión de las principales religiones, ya que el diálogo interreligioso a menudo se volvió contra el tradicionalismo y el escepticismo. Estaba preocupado por los levantamientos islamistas en el norte de África y el destino de los cristianos en Egipto. También elogió mucho el discurso de Benedicto frente al Bundestag alemán.
Tincq fue visto a menudo como más amigable con los protestantes, pero a menudo hostil a los cristianos ortodoxos.

## Publicaciones
- L'Église pour la démocratie (1991)
- L'Étoile et la Croix (1993)
- Les Médias et l’Église : évangélisation et information (1997)
- Défis au pape du troisième millénaire : le pontificat de Jean-Paul II, les dossiers du successeur (1997)
- Les Génies du christianisme : histoires de prophètes de pécheurs et de saints (1999)
- Vivre l'islam (2003)
- Une France sans Dieu (2003)
- Larousse des religions (2005)
- Ces papes qui ont fait l'histoire (2006)
- Petit Larousse des religions (2007)
- Les Catholiques (2008)
- Catholicisme : le retour des intégristes (2009)
- Jean-Marie Lustiger : le cardinal prophète (2012)
- La Grande Peur des catholiques de France (2018)